# Syrphus howletti
Syrphus howletti är en tvåvingeart som beskrevs av Ghorpade 1994. Syrphus howletti ingår i släktet solblomflugor, och familjen blomflugor. Inga underarter finns listade i Catalogue of Life.